# Horas
Horas ist ein Stadtbezirk der osthessischen Stadt Fulda.

## Geographie
Horas liegt nordwestlich des Fuldaer Stadtzentrums. Im Norden grenzt es an den Stadtbezirk Aschenberg sowie den Stadtteil Gläserzell und im Osten an den Stadtteil Niesig.

## Geschichte

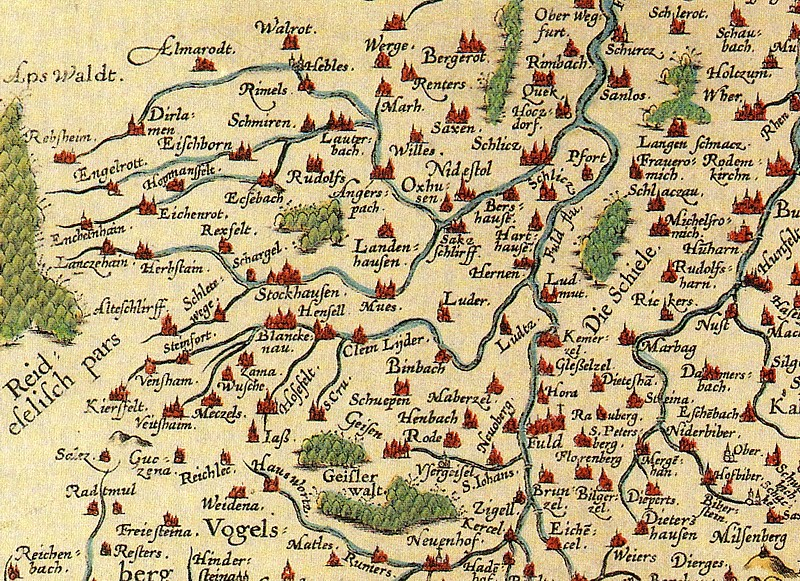
Lage von Horas (Hora) auf einer Karte des Hochstifts Fulda von 1574

Horas wurde im Jahr 1250 erstmals urkundlich erwähnt.
Über die erste Kapelle in Horas wissen wir nur – nach einer Anmerkung von Pfarrer Hausmann im ältesten Taufbuch –, dass sie um 1250 abgebrannt sein soll. Eine zweite Kapelle ist 1674 erwähnt. Ein Visitationsbericht des Archidiakonats Fulda erwähnt eine seit dem Mittelalter bestehende Kapelle mit dem Titel des hl. Wendelinus in Horas. Ab 1594 war Horas eine Filialgemeinde der Pfarrei Frauenberg. Im Jahre 1877 wurde wegen Baufälligkeit die Schließung der Wendelinuskapelle angedroht. Daraufhin entschloss man sich zum Bau der St. Bonifatius-Kirche, die 1885 konsekriert wurde, und Horas wurde 1888 zur Pfarrei erhoben.
Im Jahr 1939 wurde die bis dahin selbstständige Gemeinde Horas in die Stadt Fulda eingegliedert.

## Einwohnerentwicklung
Belegte Einwohnerzahlen bis 1925 sind:
| • 1510: | 30 Viehhalter.                                                    |
| • 1789: | 48 Nachbarn u. 26 Beisassen.                                      |
| • 1812: | 50 Feuerstellen, 466 Seelen                                       |
| • 1885: | 43 evangelische (= 5,17 %), 788 katholische (= 94,83 %) Einwohner |

| Horas: Einwohnerzahlen von 1812 bis 1925 | Horas: Einwohnerzahlen von 1812 bis 1925 | Horas: Einwohnerzahlen von 1812 bis 1925 | Horas: Einwohnerzahlen von 1812 bis 1925 | Horas: Einwohnerzahlen von 1812 bis 1925 |
| --- | ---------------------------------------- | ---------------------------------------- | ---------------------------------------- | ---------------------------------------- |
| Jahr |                                          |                                          |                                          | Einwohner                                |
| 1812 | 1812                                     |                                          | 466                                      | 466                                      |
| 1834 | 1834                                     |                                          | 569                                      | 569                                      |
| 1840 | 1840                                     |                                          | 602                                      | 602                                      |
| 1846 | 1846                                     |                                          | 568                                      | 568                                      |
| 1852 | 1852                                     |                                          | 580                                      | 580                                      |
| 1858 | 1858                                     |                                          | 578                                      | 578                                      |
| 1864 | 1864                                     |                                          | 567                                      | 567                                      |
| 1871 | 1871                                     |                                          | 642                                      | 642                                      |
| 1875 | 1875                                     |                                          | 710                                      | 710                                      |
| 1885 | 1885                                     |                                          | 831                                      | 831                                      |
| 1895 | 1895                                     |                                          | 873                                      | 873                                      |
| 1905 | 1905                                     |                                          | 1.172                                    | 1.172                                    |
| 1910 | 1910                                     |                                          | 1.361                                    | 1.361                                    |
| 1925 | 1925                                     |                                          | 1.690                                    | 1.690                                    |
| Datenquelle: Historisches Gemeindeverzeichnis für Hessen: Die Bevölkerung der Gemeinden 1834 bis 1967. Wiesbaden: Hessisches Statistisches Landesamt, 1968. Weitere Quellen: – |                                          |                                          |                                          |                                          |

## Religion

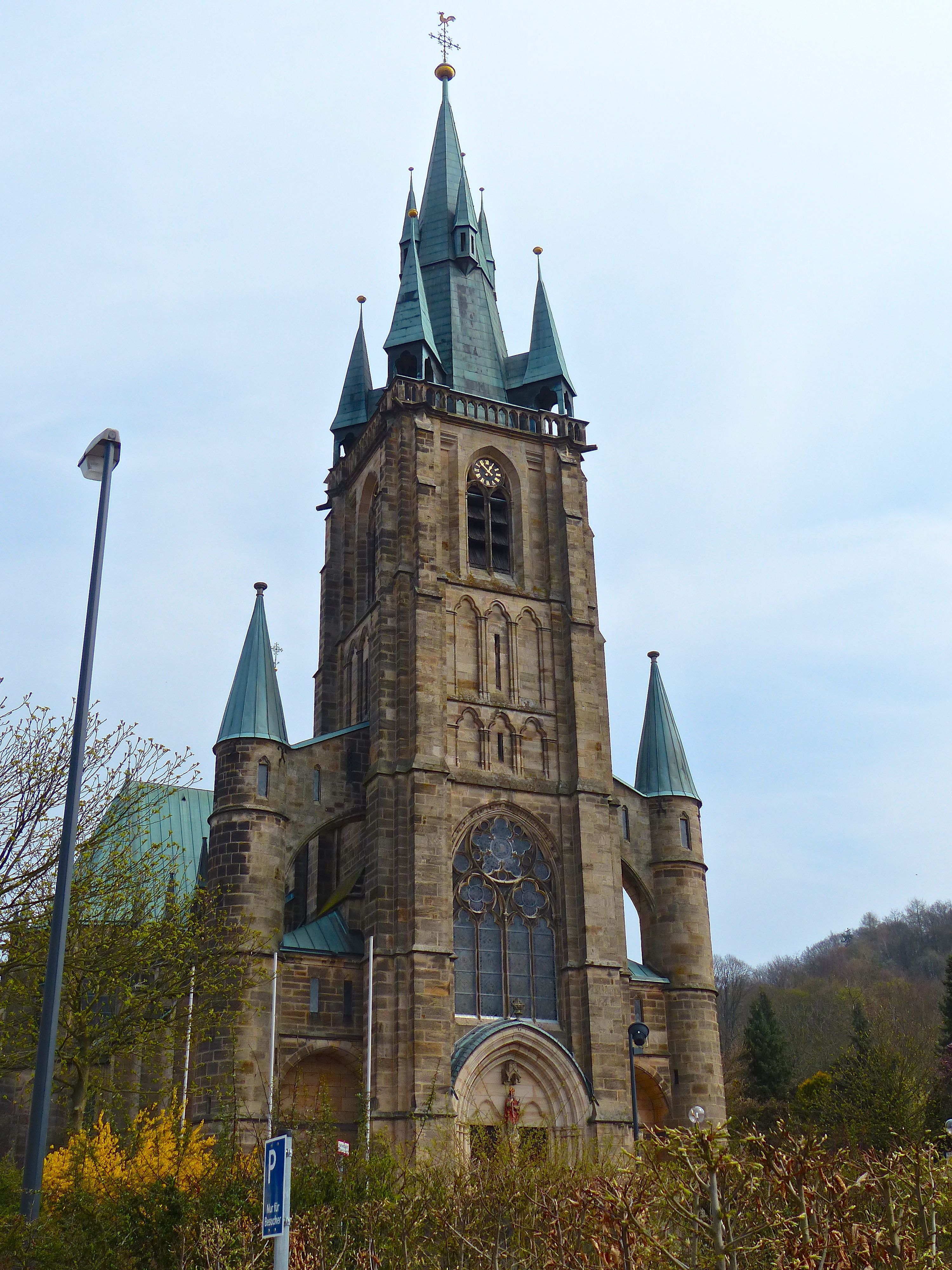
St. Bonifatius

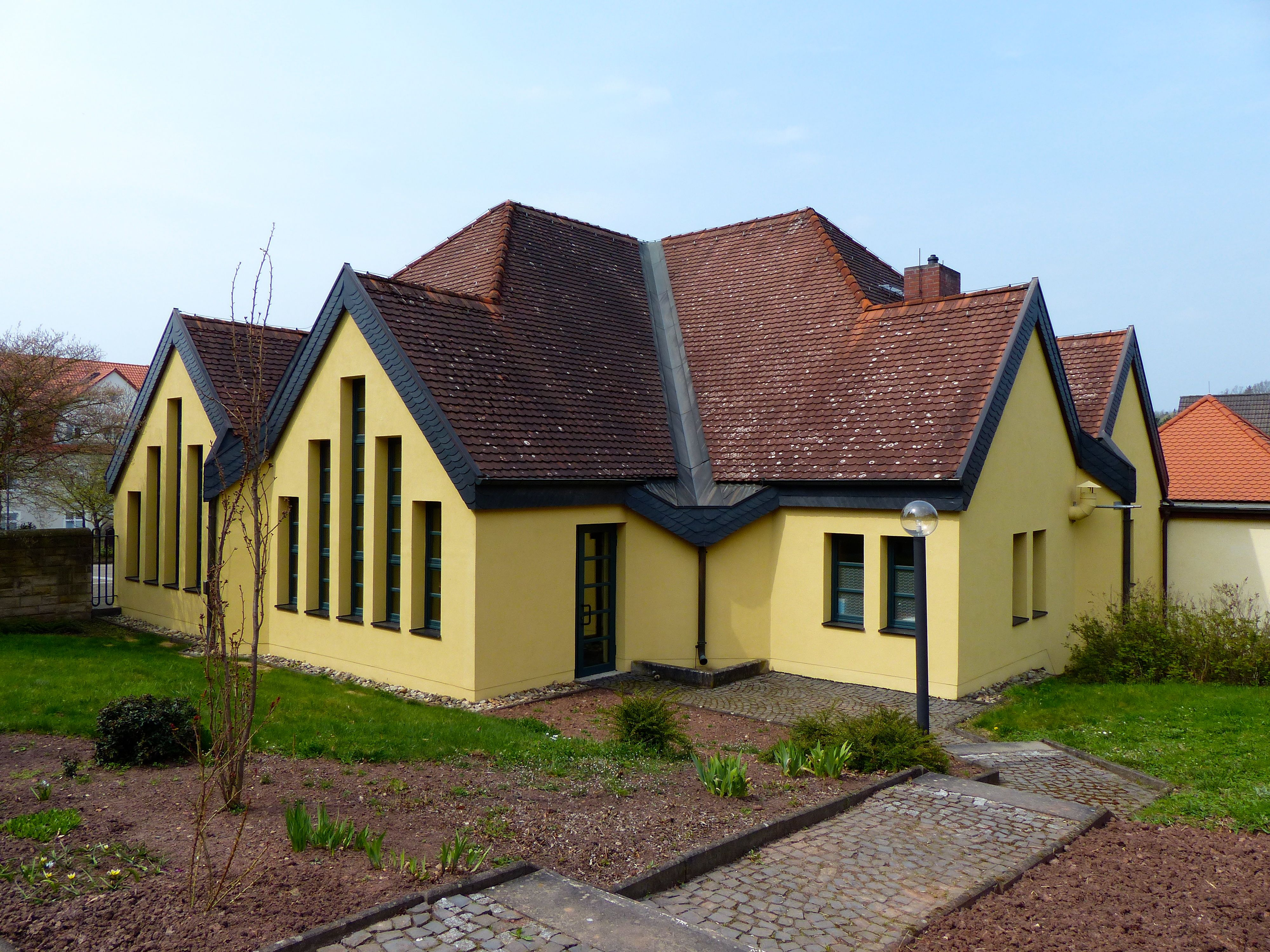
Das Adalbert-Endert-Haus, Pfarrzentrumhaus

Horas hat seit der Gründung des Klosters Fulda eine überwiegend katholische Bevölkerung. Die katholische Kirche ist mit der Pfarrkirche Sankt Bonifatius, dem Pfarrzentrum Adalbert-Endert-Haus und der Pfarrei St. Bonifatius vertreten.

Siehe auch
Andere Religionsgemeinschaften sind in den umliegenden Stadtbezirken zu finden.

## Kultur und Sehenswürdigkeiten

### Bauwerke
- Ehemaliges Jagdschlösschen des hessischen Titular-Landgrafen Friedrich Wilhelm von Hessen (1820–1884) in der Niesiger Straße 72. Es stand einst im Nonnenroder Forst in der Nähe des dortigen Vorwerks Nonnenrod, wurde 1908 dort abgebaut und in Horas wiedererrichtet.
- Katholische Kirche Sankt Bonifatius
- Der Friedhof Frauenberg wurde 1894 von der damaligen Gemeinde Horas errichtet.

### Vereine
- Im Jahre 1894 wurde der Musikverein MV 1894 Fulda–Horas e. V. gegründet.[5]
- Im Jahre 1899 wurde der Männerchor 1899 „Gemütlichkeit“ Fulda-Horas e. V. gegründet.[6]
- Seit 1910 gibt es in Horas einen Fußballverein, der zunächst unter dem Namen FC Britannia Horas gegründet und 1924 in FV 1910 Fulda-Horas umbenannt wurde.[7] Der Verein bietet neben Fußball auch Tischtennis und eine Breitensportabteilung für Frauen an.

## Wirtschaft und Infrastruktur

### Bildung
- Horas bietet für die Betreuung von Kleinkindern die Kindertagesstätte Sonnenblume Horas.
- Dem Stadtbezirk ist der Bonifatiusschule (Grundschule) zugeordnet.[8]

### Verkehr

#### Öffentlicher Personennahverkehr
In Horas verkehren verschiedene Fuldaer Stadtbuslinien, die Verbindungen u. a. mit dem Aschenberg und der Fuldaer Innenstadt herstellen. Darüber hinaus verkehrt die Regionalbuslinie 591, die Fulda mit seiner Nachbarstadt Schlitz verbindet, durch Horas. Nach Betriebsschluss der Stadtbuslinien stellen Anruf-Sammel-Taxen den Öffentlichen Nahverkehr sicher. Die Haltestelle Horas Zentrum im alten Ortskern von Horas liegt in unmittelbarer Lage zu Geschäften, Arztpraxen und weiteren Einrichtungen des täglichen Bedarfs.
Straßenverkehr
Die Bundesstraße 254 (Fulda–Felsberg) verläuft in rund 800 Meter Entfernung westlich von Horas. Von Niesig aus Richtung Osten kommend verläuft die Landesstraße 3139 durch Horas. Ab dem Ortskern geht die Straße in die Landesstraße 3143 über. Diese verläuft zunächst nordwestlich dann nördlich durch den Ort, bevor sie im weiteren Verlauf die Fuldaer Ortsteile Gläserzell, Kämmerzell und Lüdermünd passiert. Die Landesstraße 3143 verbindet Horas nach Süden mit der Fuldaer Innenstadt.

#### Schienenverkehr
Südlich von Horas verläuft die Bahnstrecke Gießen–Fulda. Der nächste Bahnhof ist der Fuldaer Bahnhof, der zugleich Fernbahnhof ist.